# 압두스 살람
무함마드 압두스 살람(우르두어: محمد عبد السلام, Muhammad Abdus Salam, 1926년 1월 29일 ~ 1996년 11월 21일) 박사는 파키스탄의 이론물리학자이다. 1979년에 약전자기 이론으로, 두 미국인 물리학자인 스티븐 와인버그, 셸던 리 글래쇼와 함께 노벨 물리학상을 받았다. 이탈리아의 트리에스테에 국제 이론 물리 센터가 세워진 이후 이곳의 소장을 지냈다.
살람은 1960년부터 1974년까지 파키스탄 과학 기술부의 과학 고문으로 재직하면서 국가의 과학 기반 시설 개발에 중요하고 영향력 있는 역할을 수행했다. 살람은 파키스탄의 이론 및 입자 물리학 분야에서 수많은 발전에 기여했다. 그는 SUPARCO(우주 및 상층 대기 연구 위원회)의 창립 이사였으며 이론 물리학 그룹(TPG)의 설립을 담당했다. 이를 위해 그는 이 프로그램의 "과학적 아버지"로 간주된다. 1974년 압두스 살람은 파키스탄 의회가 살람이 속한 아마디야 무슬림 공동체의 구성원을 비무슬림으로 선언하는 의회 법안을 만장일치로 통과시킨 후 항의하여 고국을 떠났다. 1998년 차가이-1 핵실험 이후 파키스탄 정부는 살람의 공로를 기리기 위해 "파키스탄 과학자"의 일환으로 기념 우표를 발행했다.
살람의 주목할만한 업적으로는 파티-살람 모델, 자기 광자, 벡터 중간자, 대통일 이론, 초대칭 연구, 그리고 가장 중요하게는 전기약력 이론이 있으며, 이로 인해 그는 노벨상을 수상했다. 살람은 임페리얼 칼리지 런던에서 양자장 이론과 수학 발전에 큰 공헌을 했다. 학생인 리아주딘(Riazuddin)과 함께 살람은 중성미자, 중성자별, 블랙홀에 대한 현대 이론은 물론 양자역학과 양자장 이론을 현대화하는 작업에 중요한 공헌을 했다. 교사이자 과학 발기인인 살람은 대통령의 수석 과학 고문으로 재직하는 동안 파키스탄의 수리 및 이론 물리학의 창시자이자 과학의 아버지로 기억된다. 살람은 글로벌 물리학 커뮤니티 내에서 파키스탄 물리학의 부상에 크게 기여했다. 살람은 죽기 직전까지 계속해서 물리학에 기여하고 제3세계 국가의 과학 발전을 옹호했다.

## 학력
- ~1940년: Jhang 고등학교 (졸업)
- 1940년~1944년: 거버먼트 칼리지 대학교 (학사)
- 1944년~1946년: 펀자브 대학교 (석사)
- 1949년~1951년: 케임브리지 대학교 (박사)

## 같이 보기
- 앞선입자
- 통일장 이론
- W와 Z보손